# Вохчі
Вохчі (азерб. Oxçuçay; вірм. Ողջի) — річка на півдні Вірменії, ліва притока Араксу. Протікає територією Республіки Вірменії та Нагірно-Карабаській Республіці.
У верхній течії протікає глибоким каньйоном, який, поступово розширюючись, поблизу міста Капан перетворюється в широку долину. Живлення — змішане.
На берегах річки знаходяться міста Каджаран, Капан, Ковсакан і Міджнаван.
На річці збудовані Капанська ГЕС і ГЕС Вохчі.